# ديفيد إسكالانتي
ديفيد إسكالانتي (بالإسبانية: David Escalante)‏ هو لاعب كرة قدم أرجنتيني في مركز الهجوم، ولد في 21 مايو 1991 في Tres Isletas ‏ في الأرجنتين. لعب مع إنديبندينتي.

## وصلات خارجية
- ديفيد إسكالانتي على موقع قاعدة بيانات كرة القدم.إي يو (الإنجليزية)
- ديفيد إسكالانتي على موقع Soccerway.com (الإنجليزية)
- ديفيد إسكالانتي على موقع عالم كرة القدم.نت (الإنجليزية)
- ديفيد إسكالانتي على موقع AS.com (الإسبانية)